# Concepto del continuo
El concepto del continuo es una idea acuñada por Jean Liedloff en su libro de 1975 The Continuum Concept, según la cual los seres humanos tenemos un conjunto innato de expectativas (que Liedloff denomina el continuo) que nuestra evolución como especie nos ha diseñado para satisfacer con el fin de alcanzar un desarrollo y una adaptabilidad físicos, mentales y emocionales óptimos. Según Liedloff, para alcanzar este nivel de desarrollo, los seres humanos jóvenes (especialmente los bebés) necesitan el tipo de experiencia a la que nuestra especie se adaptó durante el largo proceso de nuestra evolución mediante la selección natural.

## El continuo
Para los bebés, las experiencias incluyen:
- Colocación inmediata, después del nacimiento, en los brazos de sus madres: Liedloff comenta que el protocolo habitual en los hospitales de separar inmediatamente al recién nacido de su madre puede alterar hormonalmente a la madre, lo que podría explicar las altas tasas de depresión posparto.
- El contacto físico constante o el hecho de ser llevados en brazos por otras personas (normalmente sus madres o padres) durante los primeros meses después del nacimiento, mientras estos adultos realizan sus actividades cotidianas (durante las cuales los bebés observan y, por lo tanto, aprenden, pero también maman o duermen); Esto constituye una base sólida de seguridad personal para los bebés, según Liedloff, a partir de la cual comenzarán a desarrollar un impulso saludable por la exploración independiente, empezando por gatear de forma natural, normalmente entre los seis y los ocho meses. Ella llama a esto la fase «en brazos».
- Dormir en la cama de los padres (lo que se denomina colecho), en contacto físico constante, hasta que abandonan la cama por voluntad propia (a menudo alrededor de los dos años).
- Lactancia materna «a demanda», que consiste en que las madres responden inmediatamente a las señales corporales de los bebés amamantándolos;

Respuesta inmediata de los cuidadores a las señales corporales urgentes de los bebés (mal humor, llanto, sollozos, etc.), sin juzgar, mostrar disgusto o invalidar las necesidades de los niños, pero sin mostrar tampoco una preocupación excesiva ni centrarse en ellos o mimarlos en exceso;
- Percibir (y satisfacer) las expectativas de los mayores de que los bebés son innatamente sociales y cooperativos y tienen un fuerte instinto de supervivencia, y que son bienvenidos y dignos (sin convertirlos en el centro de atención constante).

Mujer namibia con su bebé a la espalda

## Respuestas compensatorias
Liedloff sugiere que cuando ciertas expectativas evolutivas no se satisfacen durante la infancia y la primera infancia, se buscará compensar estas necesidades por medios alternativos a lo largo de la vida, lo que dará lugar a muchas formas de trastornos mentales y sociales. También sostiene que estas expectativas están en gran medida distorsionadas, descuidadas y/o no se satisfacen adecuadamente en las culturas civilizadas que se han alejado del proceso evolutivo natural, lo que da lugar a las condiciones psicológicas y sociales anormales mencionadas anteriormente. Las recomendaciones de Liedloff encajan de manera más general con la psicología evolutiva, la teoría del apego y la filosofía conocida como estilo de vida paleolítico: optimizar el bienestar viviendo más como nuestros antepasados cazadores-recolectores, a quienes Liedloff se refiere como humanos «evolucionados», ya que sus formas de vida se desarrollaron a través de la selección natural al vivir en la naturaleza.

## Documental
El concepto de continuo apareció en la televisión británica en 2007 en la serie Channel 4 Bringing Up Baby. Se presentó como uno de los tres «métodos» de crianza influyentes del siglo XX que probaron varios padres primerizos.